# Rožanstvo
Rožanstvo (cyr. Рожанство) – wieś w Serbii, w okręgu zlatiborskim, w gminie Čajetina. W 2011 roku liczyła 387 mieszkańców.